# Julien Buge (football, 1935)
Pour les articles homonymes, voir Julien Buge et Buge.
Julien Buge, né le 22 mars 1935 à Wattrelos et mort le 20 décembre 2017 à Marcq-en-Barœul est un footballeur français.

## Biographie
Fils de Julien Pierre Isidore Buge, footballeur de l'Excelsior de Roubaix et de l'Amiens AC, mort au combat en 1940, Julien Buge apprend le football à l'Excelsior, fusionné en 1945 dans le CO Roubaix-Tourcoing. Il connaît toutes les équipes de jeunes pour arriver en équipe première en 1953, au poste de demi (c'est-à-dire milieu de terrain). Il dispute trois matchs de première division avant de descendre avec son club de D2 en 1955. Il tient son poste jusqu'en 1963,.